# Осаева, Тотуханум Ибрагимовна
Тотуханум Ибрагимовна Осаева (18 апреля 1956, Капчугай, Буйнакский район, Дагестанская АССР, РСФСР, СССР) — актриса Кумыкского музыкально-драматического театра им. А.-П. Салаватова. Народный артист Дагестана (2000). Заслуженный артист России (2002).

## Биография
В возрасте 20 лет Тотуханум поступает на работу в ГБУ «Кумыкский музыкально-драматический театр имени А. П. Салаватова». За годы работы бессменно более 40 лет, в одном Кумыкском театре Осаевой сыграно более 100 ролей. 29 июня 2013 года президент России Владимир Путин подписал Указ N 595 «О награждении государственными наградами Российской Федерации», в котором Тотуханум Осаевой было присвоено почётное звание «Заслуженный артист Российской Федерации». Муж: Байсолтан Осаев — актёр и режиссёр Кумыкского театра.

## Театральные работы
- «Дом сумасшедших» (Эдуардо Скарпетта) — Мистер Икс;
- «Хюледжи» (Решат Нури Гюнтекин) — Рукия;
- «Если сердце захочет» (Гамид Рустамов) — Солтанат;
- «Аршин мал алан» (Узеир Гаджибеков) — Гюльчохра
- «Молла Насрутдин» (Магомед Курбанов) — Джумайсат;
- «Шавхал Адильгерей Тарковский» (Баммат Атаев) — Екатерина Алексеевна
- «Дуэнья» (Ричард Шеридан) — Дуэнья
- «Отравленная туника» (Николай Гумилев) — Феодора

## Фильмография
- 1982 — Загадка кубачинского браслета — эпизод
- 1984 — Талисман любви — эпизод

## Звания и награды
- Народный артист Дагестана (2000);
- Заслуженный артист России (2013).